# Massimo Bisotti
Massimo Bisotti (Roma, 1979) è uno scrittore italiano, noto per aver scritto il romanzo La luna blu - Il percorso inverso dei sogni.

## Biografia
Nato a Roma, ha studiato lettere. Prima di intraprendere la carriera di scrittore ha svolto diversi lavori, tra cui barman, operatore in un call center e assistente in un ambulatorio.
Bisotti ha dichiarato «Credo di aver iniziato a scrivere perché le mie parole rimarginassero le ferite e si chiudessero in cicatrici.»

### Prime pubblicazioni
A vent'anni scrive il suo primo libro, Foto/grammi dell'anima - Libere [im]perfezioni, un insieme di racconti fiabeschi, pubblicato per la prima volta da Edizioni Smasher, nel 2010.Nel 2012 pubblica il romanzo La luna blu - Il percorso inverso dei sogni, edito da Psiconline Edizioni, che ha venduto più di ventimila copie; grazie al passaparola, nel marzo 2013, a pochi mesi dalla prima pubblicazione, La luna blu è arrivato all'ottava ristampa; il 26 marzo 2013 viene pubblicata da Ultra Castelvecchi la seconda edizione del romanzo. La luna blu, a quattro anni dalla prima pubblicazione, continua ad avere un grande successo di pubblico e di vendita.
Nel 2014 Bisotti pubblica Il quadro mai dipinto (Mondadori) romanzo che, dopo tre giorni dall'uscita era in ristampa.Lo scrittore fa un tour di firmacopie, con venti tappe in tutta Italia, chiamato Mai Controcuore Tour.
Nel febbraio 2015 sempre per Mondadori viene pubblicata la terza edizione di Foto/grammi dell'anima - Libere[im]perfezioni, un'edizione ampliata e riveduta dall'autore, con l'aggiunta di dieci illustrazioni a cura di Stefano Morri. Nel marzo 2016 Foto/grammi dell'anima - Libere [im]perfezioni entra a far parte della collana Oscar Mondadori. Nello stesso anno il libro Il quadro mai dipinto viene tradotto in Brasile e in Spagna e paesi dell'America Latinae diventa un bestseller.
Il 10 maggio 2016, sempre per Mondadori, Bisotti pubblica il suo nuovo romanzo, Un anno per un giorno, che viene presentato per la prima volta al pubblico al Salone Internazionale del Libro di Torino. Con l'uscita del nuovo romanzo riprende anche il Mai Controcuore Tour con tappe in tutta Italia.
Il libro raggiunge la quarta posizione in classifica assoluta e la terza nella classifica della Narrativa italiana. Entrambi i romanzi, Il quadro mai dipinto e Un anno per un giorno sono diventati bestseller, ripubblicati nuovamente nella collana Oscar Absolute di Mondadori.

#### La filosofia delMai controcuore
La filosofia del "Mai controcuore" ha coinvolto vari lettori di diverse età.Questa etichetta nasce dal neologismo "controcuore" da lui creato, presente nel libro La luna blu: 
(Massimo Bisotti, La luna blu)
Con questa frase, che viene condivisa da molti lettori sul web, Bisotti ottiene grande successo fra il pubblico. 

## Opere
- Foto/grammi dell'anima. Libere [im]perfezioni, Barcellona Pozzo di Gotto, Smasher, 2010. ISBN 978-88-6300-015-3.
- La luna blu. Il percorso inverso dei sogni, Francavilla al Mare, Psiconline, 2012. ISBN 978-88-89845-66-0.
- Il quadro mai dipinto, Milano, Mondadori, 2014. ISBN 978-88-04-64952-6.
- Un anno per un giorno, Milano, Mondadori, 2016. ISBN 978-88-04-66181-8.
- Karma City, Milano, HarperCollins, 2019. ISBN 978-88-69-05507-2.
- A un millimetro di cuore ,Mondadori,  2020.
- La luna blu dieci anni dopo, Mondadori, 2022.